# Kaan Kigen Özbilen
Kaan Kigen Özbilen (* 15. Januar 1986 als Mike Kipruto Kigen) ist ein türkischer Leichtathlet kenianischer Herkunft, der sich auf den Langstreckenlauf spezialisiert hat. Er war zwischen 2016 und 2017 Inhaber des Europarekordes im Marathonlauf und siegte 2017 bei den Crosslauf-Europameisterschaften.

## Sportliche Laufbahn
Erste internationale Erfahrungen sammelte Kaan Kigen Özbilen bei den Crosslauf-Weltmeisterschaften 2006 Fukuoka, bei denen er für Kenia startend in 35:54 min den fünften Platz auf der Langstrecke belegte und in der Mannschaftswertung die Goldmedaille gewann. Im August gewann er bei den Afrikameisterschaften in Bambous in 14:05,12 min die Silbermedaille im 5000-Meter-Lauf hinter dem Äthiopier Kenenisa Bekele und musste sich über 10.000 Meter in 28:03,70 min nur dem Ugander Moses Ndiema Kipsiro geschlagen geben. Danach wurde er über 5000 Meter beim Weltfinale in Stuttgart in 13:55,22 min Siebter und beim IAFF Weltcup in Athen in 13:36,19 min Zweiter hinter dem Katarer Saif Saaeed Shaheen. Nachdem er im Jahr darauf nur einen Wettkampf bestritten hatte, kam er 2008 beim Weltfinale in Stuttgart über 3000 Meter in 8:03,63 min auf den vierten Platz und 2009 in Thessaloniki in 13:45,96 min auf Rang elf über 5000 Meter. 2010 wurde er Vierter beim Parelloop und jeweils Zweiter bei den Grand 10 Berlin und bei der Course de l’Escalade. Im Jahr darauf wurde er Fünfter beim Lissabon-Halbmarathon, Zweiter beim Parelloop und Dritter beim Delhi-Halbmarathon. 2012 folgte einem dritten Platz beim Halbmarathon Azkoitia–Azpeitia ein zweiter beim Würzburger Residenzlauf ein vierter beim Great North Run. Bei seinem Debüt über die 42,195-km-Distanz wurde er 2013 Achter beim Dubai-Marathon in 2:08:24 h. Im Herbst kam er beim Chicago-Marathon auf den elften Rang. 2014 wurde er Dritter beim Paris-Halbmarathon und Siebter beim Paris-Marathon. Beim Great North Run kam er in 1:00:00 h zeitgleich mit dem Sieger Mo Farah ins Ziel, und beim Frankfurt-Marathon wurde er mit zehn Sekunden Rückstand auf den Sieger Mark Kosgei Kiptoo Zweiter in 2:06:59 h. Zum Jahresabschluss gewann er die San Silvestre Vallecana. Zu Beginn des Jahres 2015 wurde er Dritter beim Adana-Halbmarathon und Fünfter beim RAK-Halbmarathon. Einem vierten Platz beim Paris-Marathon folgte ein dritter Platz beim Great North Run. Ebenfalls Dritter wurde er, nach einem Nationalitätenwechsel unter neuen Namen für die Türkei startend, beim Amsterdam-Marathon, und bei der San Silvestre Vallecana verteidigte er seinen Titel.
Im März 2016 verbesserte er als Dritter beim Seoul International Marathon den fast 16 Jahre alten Europarekord von António Pinto auf 2:06:10 h. Anschließend gewann er beim Halbmarathon der Europameisterschaften in Amsterdam in 1:02:27 H die Silbermedaille hinter dem Schweizer Tadesse Abraham, ehe er bei den Olympischen Sommerspielen in Rio de Janeiro nach 2:11:14 h auf den 17. Platz über die Marathondistanz gelangte. Im Dezember wurde er dann bei den Crosslauf-Europameisterschaften in Chia in 28:30 min Zehnter im Einzelbewerb und gewann in der Teamwertung die Bronzemedaille hinter den Teams aus dem Vereinigten Königreich und Spanien. Im Jahr darauf gewann er bei den Islamic Solidarity Games in Baku in 27:41,99 min die Silbermedaille im 10.000-Meter-Lauf hinter dem Bahrainer Abraham Cheroben und wurde im August bei den Weltmeisterschaften in London in 2:14:29 h 14. im Marathonlauf. Im Dezember siegte er dann in 29:45 min bei den Crosslauf-Europameisterschaften in Šamorín im Einzelbewerb und sicherte sich auch in der Teamwertung die Goldmedaille. Bei den Halbmarathon-Weltmeisterschaften 2018 in Valencia gelangte er mit 1:01:05 h auf den neunten Platz und im Juni gewann er bei den Mittelmeerspielen in Tarragona in 1:04:19 h die Bronzemedaille hinter dem Marokkaner Mohamed Reda el-Aaraby und Eyob Faniel aus Italien. Daraufhin belegte er bei den Europameisterschaften in Berlin in 28:32,93 min den zehnten Platz über 10.000 Meter und gelangte über 5000 Meter mit 13:35,31 min auf Rang 14. Im Dezember wurde er bei den Crosslauf-EM in Tilburg in 29:04 min Vierter im Einzelbewerb und sicherte sich in der Teamwertung erneut die Goldmedaille. Im Jahr darauf wurde er beim Rotterdam-Marathon in 2:05:27 h Zweiter und im Dezember wurde er auch beim Valencia-Marathon in 2:04:16 h Zweiter.
Bei den Halbmarathon-Weltmeisterschaften 2020 in Gdynia lief er nach 1:02:53 h auf dem 54. Platz ein und 2023 wurde er in 2:05:37 h Dritter beim Barcelona-Marathon und kam anschließend bei den Weltmeisterschaften in Budapest nicht ins Ziel. Im Jahr darauf nahm er im Marathon an den Olympischen Sommerspielen in Paris teil und musste auch dort sein Rennen vorzeitig beenden. Bei den erstmals ausgetragenen Straßenlauf-Europameisterschaften 2025 in Löwen landete er nach 2:13:50 h auf dem elften Platz im Marathon und sicherte sich in der Teamwertung die Bronzemedaille hinter den Teams aus Israel und Belgien.
2006 wurde Özbilen kenianischer Meister im 5000-Meter-Lauf.

## Persönliche Bestzeiten
- 3000 Meter: 7:35,87 min, 11. Juni 2006 in Gateshead
- 5000 Meter: 12:58,58 min, 2. Juni 2006 in Oslo
  - 5000 Meter (Halle): 13:17,46 min, 2. Februar 2006 in Stockholm
- 10.000 Meter: 27:03,49 min, 7. September 2012 in Brüssel
- 10-km-Straßenlauf: 27:25 min, 10. Oktober 2010 in Berlin
- Halbmarathon: 59:48 min, 8. Februar 2019 in Ra’s al-Chaima (türkischer Rekord)
- Marathon: 2:04:16 h, 1. Dezember 2019 in Valencia (türkischer Rekord)